# Centropyge ferrugata
Centropyge ferrugata е вид бодлоперка от семейство Pomacanthidae. Видът не е застрашен от изчезване.

## Разпространение и местообитание
Разпространен е в Провинции в КНР, Тайван, Филипини и Япония.
Обитава океани, морета и рифове. Среща се на дълбочина от 11,5 до 19,5 m, при температура на водата от 27 до 27,1 °C и соленост 34,3 ‰.

## Описание
На дължина достигат до 10 cm.
Популацията на вида е стабилна.